# Kostrza (województwo dolnośląskie)
Kostrza (niem. Häslicht) – wieś w Polsce położona w województwie dolnośląskim, w powiecie świdnickim, w gminie Strzegom.

## Podział administracyjny
W latach 1975–1998 miejscowość administracyjnie należała do województwa wałbrzyskiego.

## Charakterystyka wsi

### Gospodarka
Na terenie wsi zlokalizowanych jest 5 wyrobisk granitu, dlatego Kostrza jest obok Strzegomia i Sobótki centrum kamieniarskim. Na terenie wsi znajduje się jeden sklep spożywczy

### Zabudowa
Wieś o układzie zabudowy ulicowym (ul. T. Kościuszki, ul. S. Żeromskiego, ul. Borowska, ul. M. Kopernika, ul. Pionierska, ul. Niepodległości).

### Oświata i kultura
We wsi znajduje się Publiczna Szkoła Podstawowa im. Jana Pawła II oraz Wiejski Ośrodek Kultury, przy którym od ponad 30 lat działa zespół folklorystyczny Kostrzanie. Działa również punkt lekarski i biblioteka.

### Sport
Istnieje tu klub piłkarski o nazwie Sokół Kostrza (od sezonu 2013/2014: B-klasa, grupa Świdnica I; 8. miejsce w sezonie 2014/2015).

### Ludzie
Z Kostrzy pochodził pradziadek amerykańskiego rapera Eminema – George Scheinert.

### Bezpieczeństwo
O bezpieczeństwo mieszkańców dba Ochotnicza Straż Pożarna (OSP), której remiza znajduje się przy ul. T. Kościuszki 44. Stowarzyszenie to liczy 26 członków, natomiast jednostka ratownictwa OSP liczy 10 strażaków-ochotników.

### Nazwy historyczne
Od 1318 r. Heslech, 1369 r. Heselacht, 1389 r. Hezelicht, 1393 r. Heselicht, 1427 r. Hasellecht, 1660 r. Hässelicht, 1667 r. Hösslicht, Hösslicht, Heslich, 1677 r. Heslicht, 1726 r. Haselicht, 1765 r. Haeslicht, 1816 r. Häselicht, 1825 r. Häslicht, 1945 r. Malanów, od 1947 r. Kostrza.

### Zabytki
Do wojewódzkiego rejestru zabytków wpisane są:
- kościół filialny pw. Podwyższenia Krzyża Świętego, z początku XVI wieku, XVIII w., 1804 r.; na wieży wisi dzwon z 1768 roku, a na murze są trzy renesansowe nagrobki z lat 1555–1600. Ponadto na uwagę zasługują późnogotyckie z około połowy XVI w. i barokowe z XVIII wieku drewniane polichromie. Figury, barokowy, drewniany ołtarz z końca XVII wieku i obrazy olejne z XVIII w.
- cmentarz katolicki, stara część z 1887 r.
  - ogrodzenie kamienne z bramą
- zespół dworski:
  - dwór, obecnie ruina, z XVI-XVII w., pierwotnie zamek wodny
  - ogrody z fosą i sad, z pierwszej połowy XVII w., XVIII w.